# Старогорський потік (притока Бистриці)
Старогорський потік (словац. Starohorský potok) — річка в Словаччині; ліва притока Бистриці довжиною 17.4 км. Протікає в окрузі Банська Бистриця.
Витікає в масиві Велика Фатра на висоті 1060 метрів. Протікає територією сіл Доновали; Мотички; Старі Гори і міста Банська Бистриця.
Впадає у Бистрицю на висоті 410 метрів.